# Sam Schmidt
Samuel Schmidt (Lincoln, Nebraska; 15 de agosto de 1964), más conocido como Sam Schmidt, es un expiloto y dueño de equipo de automovilismo estadounidense. Su carrera en IndyCar incluyó una victoria en 1999, pero un accidente antes de la temporada 2000 lo dejó tetrapléjico. Schmidt es actualmente copropietario del equipo Arrow McLaren.

## Carrera
Después de graduarse de la Universidad Pepperdine, Schmidt se convirtió en un exitoso hombre de negocios y finalmente compró la empresa de repuestos de su padre en 1989, a la edad de 25 años. Corrió a un nivel amateur competitivo, sostenido por los ingresos de su negocio, pero soñaba con participar en las 500 Millas de Indianápolis. Schmidt condujo profesionalmente por primera vez en 1995 en la USAR Hooters Pro Cup Series a la edad de 31 años, donde se convirtió en el Novato del Año.

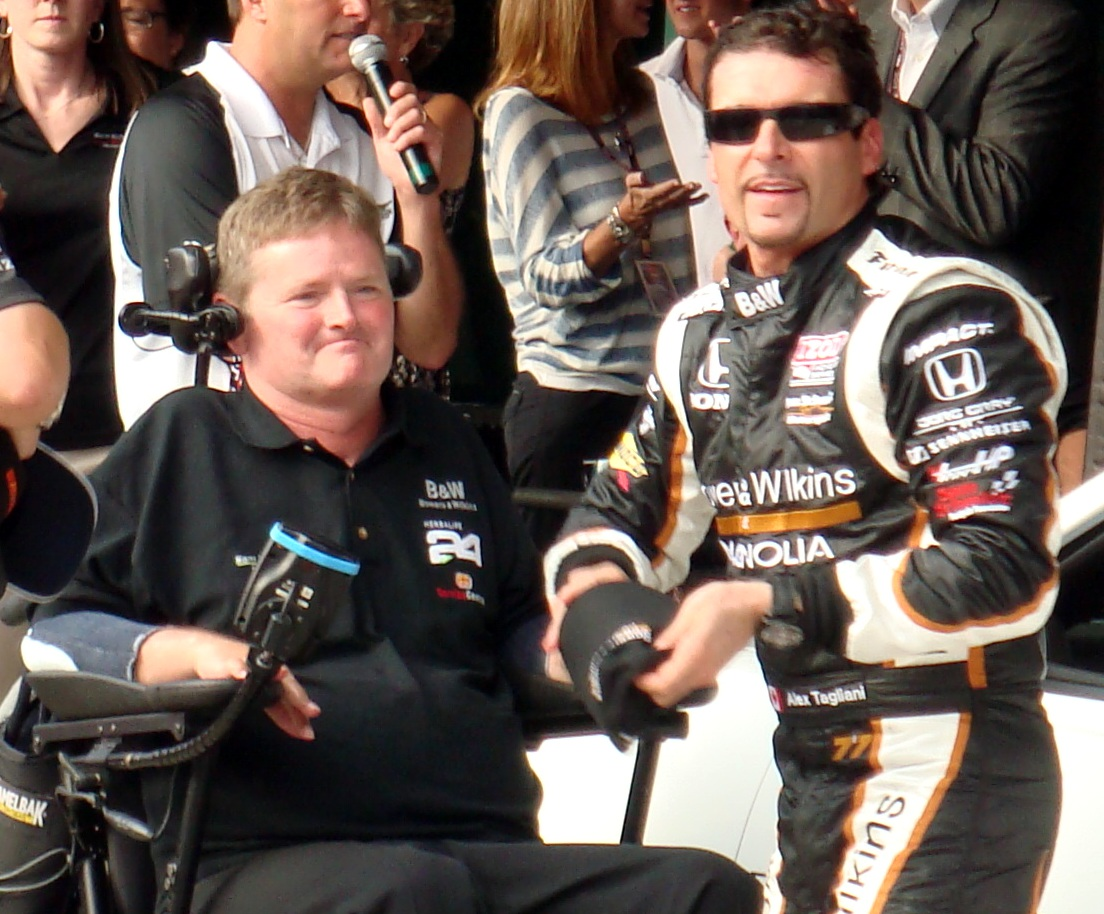
Sam Schmidt en 2011 junto a Alex Tagliani, quien fue piloto de su equipo.

En 1997, Schmidt hizo su primera aparición en la Indy Racing League y se convirtió en una estrella en ascenso en la liga. Corrió tres años consecutivos en las 500 Millas de Indianápolis y obtuvo su primera victoria, desde la pole position, en Las Vegas en 1999. Terminó quinto en puntos de la serie ese año. Durante esa temporada baja, mientras realizaba pruebas de preparación para la temporada 2000, Schmidt se estrelló en Walt Disney World Speedway el 6 de enero de 2000. El accidente lo dejó tetrapléjico y tuvo que utilizar un respirador durante cinco meses.
Después de salir del hospital, Schmidt, que ya no podía conducir un auto de carreras, se dio cuenta de que necesitaba encontrar una nueva pasión y seguirla. Inspirado por conocer al también tetrapléjico Frank Williams, propietario del equipo Williams Racing en Fórmula 1, fundó Sam Schmidt Motorsports, que se ha convertido en el equipo más exitoso en la historia de la Indy Lights, ganando el campeonato en 2004 con Thiago Medeiros, y los títulos de 2006 y 2007 con Jay Howard y Alex Lloyd respectivamente. Sam Schmidt Motorsports fue un equipo de tiempo completo en la IndyCar Series en 2001 y 2002, y continúa participando anualmente en las 500 Millas de Indianápolis. En Indy Lights, en agosto de 2009, el equipo había logrado 30 victorias en 100 carreras comenzadas.
Después de adquirir el equipo FAZZT Race Team en 2011, Sam Schmidt Motorsports regresó a tiempo completo a la IndyCar, y el 21 de mayo de 2011, el piloto Alex Tagliani ganó la pole position para la Indy 500 de ese año, siendo la primera del equipo.

## Resultados

### Indy Racing League
(Clave) (negrita indica pole position) (cursiva indica vuelta rápida)

| Año     | Escudería        | Motor      | 1      | 2     | 3       | 4       | 5       | 6      | 7      | 8       | 9      | 10     | 11     | Pos. | Puntos | Ref.  |
| ------- | ---------------- | ---------- | ------ | ----- | ------- | ------- | ------- | ------ | ------ | ------- | ------ | ------ | ------ | ---- | ------ | ----- |
| 1996-97 | Blueprint Racing | Oldsmobile | NHM    | LVS   | WDW     | PHX 10  | INDY 34 | TXS 23 | PPI    |         |        |        |        | 27.º | 76     | [ 2 ] |
| 1996-97 | LP Racing        | Oldsmobile |        |       |         |         |         |        |        | CLT 18  | NH2 22 | LV2 27 |        | 27.º | 76     | [ 2 ] |
| 1998    | LP Racing        | Oldsmobile | WDW 9  | PHX 7 | INDY 26 | TXS 18  | NHM 12  | DOV 17 | CLT 14 | PPIR 13 | ATL 15 | TX2 27 | LVS 2  | 14.º | 186    | [ 3 ] |
| 1999    | Treadway Racing  | Oldsmobile | WDW 27 | PHX 9 | CLT C   | INDY 30 | TXS 3   | PPI 2  | ATL 22 | DOV 5   | PP2 5  | LVS 1  | TX2 22 | 5.º  | 233    | [ 4 ] |
| Fuente: |                  |            |        |       |         |         |         |        |        |         |        |        |        |      |        |       |

## Otras actividades
- Schmidt ganó $16 350 dólares en el programa Press Your Luck en el transcurso de tres episodios entre el 2 y el 4 de enero de 1985.[6][7][8]
- Estableció la Sam Schmidt Paralysis Foundation para promover la causa de la investigación, el tratamiento y los problemas de calidad de vida de la parálisis.
- Arrow Electronics lo ayudó a manejar nuevamente al crear un Chevrolet Corvette Stingray 2014 que se controla con el movimiento de la cabeza, comandos de voz y acciones de sorber/soplar con la boca.[9][10]
- Schmidt actualmente forma parte de la junta directiva de BraunAbility, un fabricante líder de vehículos accesibles para sillas de ruedas y otras soluciones de movilidad.